# Антанава (Расейняйський район)
Антанава (Antanava) — село у Литві, Расейняйський район. 2001 року в Антанаві ніхто не проживав.
| Литва | Це незавершена стаття з географії Литви. Ви можете допомогти проєкту, виправивши або дописавши її. |